# ブリースコーン多様体
数学において、ブリースコーン多様体（ブリースコーンたようたい、英: Brieskorn manifold）あるいはブリースコーン・パム多様体（ブリースコーン・パムたようたい、英: Brieskorn–Phạm manifold）は、Brieskorn (1966, 1966b) により導入されたもので、Pham (1965) により研究された、原点の周りのある小さい球面と特異超曲面
{\displaystyle x_{1}^{k_{1}}+\cdots +x_{n}^{k_{n}}=0}
の交叉である。
ブリースコーン多様体は異種球面の例を与える。